# شرلی تمپل
شرلی جین تمپل (به انگلیسی: Shirley Jane Temple) (زادهٔ ۲۳ آوریل ۱۹۲۸ – درگذشتهٔ ۱۰ فوریهٔ ۲۰۱۴) بازیگر سینما و تلویزیون، خواننده، آهنگساز و رقصنده آمریکایی بود. بیشترین شهرت او به عنوان یک بازیگر کودک در دهه ۱۹۳۰ بود. او از موفق‌ترین بازیگران خردسال تاریخ سینما و یکی از معروف‌ترین آن‌ها بوده‌است.

## زندگی هنری
شرلی تمپل متولد ١٩٢٨ در سانتامونیکا در کالیفرنیا بود. او با چهره شیرین و موهای فرفری خود یکی از محبوب‌ترین کودک‌ستاره‌های تاریخ هالیوود بود. او اولین بار در سه سالگی در یک فیلم بازی کرد.
تمپل بازیگری را از سه سالگی آغاز نمود. او در سن شش سالگی موفق به کسب جایزه اسکار افتخاری نوجوانان شد. او در تلویزیون نیز قصه‌گوی یک برنامه ویژه کودکان (۱۹۴۷) و میزبان برنامه نمایش شرلی تمپل (۱۹۶۰) بود.
استعداد تمپل در آوازخوانی، رقص و بازیگری باعث شد در سراسر دنیا طرفداران بیشمار داشته باشد. او سال ١٩٣۴ با فیلم «برخیز و تشویق کن» به شهرت فراوان رسید و یک سال بعد در شش سالگی یک جایزه اسکار ویژه دریافت کرد. تمپل تا امروز جوان‌ترین فردی است که جایزه آکادمی علوم و هنرهای سینمایی را دریافت کرده‌است.
تمپل که به او لقب «کوچولوی عزیز آمریکا» داده بودند، از ١٩٣۵ تا ١٩٣٨ برای چهار سال پولسازترین بازیگر هالیوود بود.

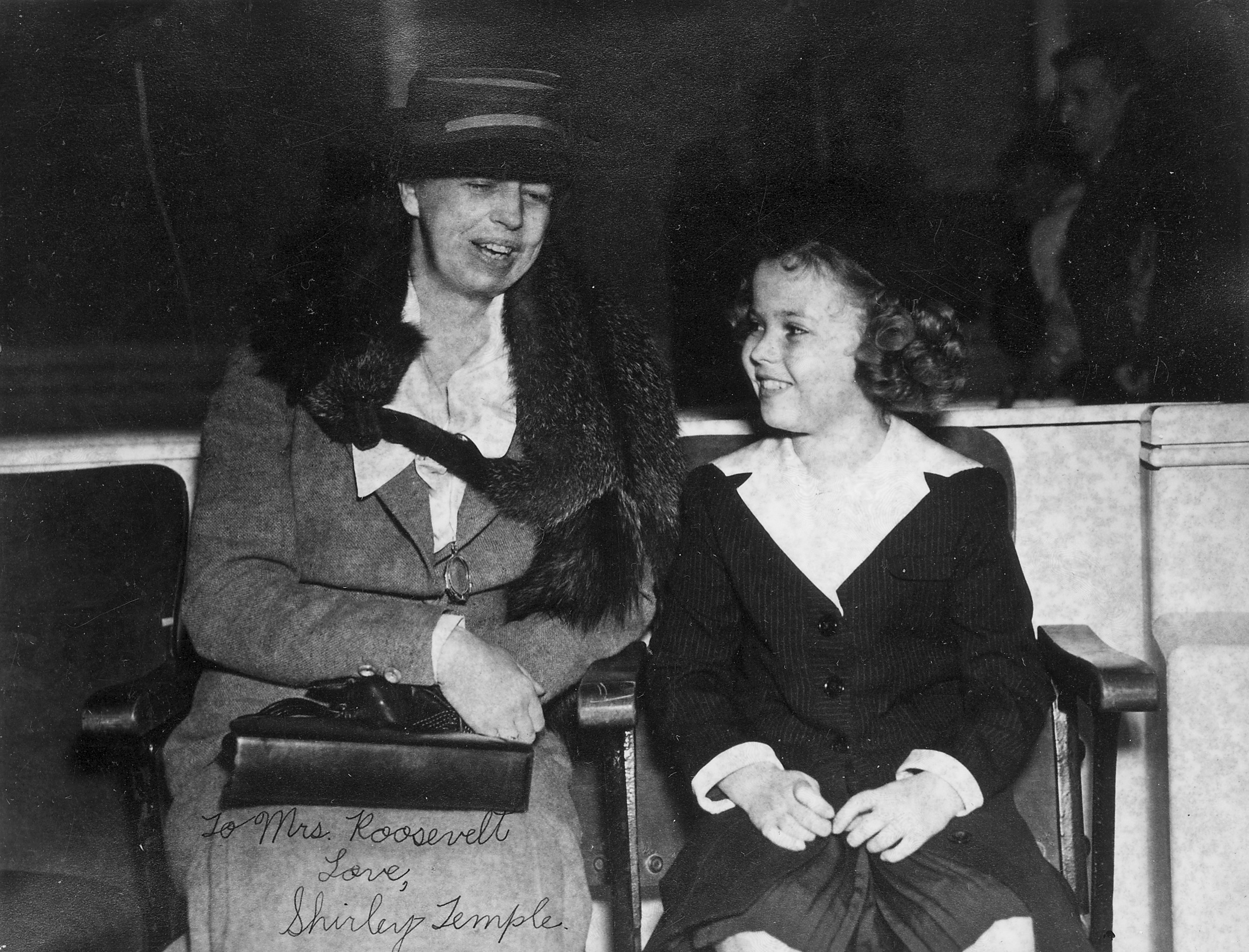
شرلی تمپل و النور روزولت بانوی اول ایالات متحده در سن ١٠ سالگی

تمپل تا قبل از ١٠ سالگی در ۴ فیلم بسیار موفق در گیشه ایفای نقش کرد و حتی بعدها گفته شد او برای هرکدام از آن‌ها ۵٠ هزار دلار دستمزد گرفته‌است.
از دیگر فیلم‌های موفق او می‌توان به «کوچک‌ترین یاغی»، «Baby Take a Bow» و «دوشیزه مارکر کوچولو» اشاره کرد.
فرانکلین روزولت، رئیس جمهور آمریکا به خاطر دلگرمی دادن تمپل به مردم در دوران رکورد اقتصادی، به او لقب «خانم معجزه کوچولو» داد. تمپل همچنین کمک کرد شرکت فاکس قرن بیستم در آن دوران از ورشکستگی نجات پیدا کند.
او در مجموع در ۴٣ فیلم بلند سینمایی بازی کرد، اما در دوران نوجوانی و جوانی حس کرد دوام آوردن در این حرفه برایش سخت است و از اواخر دهه ١٩۴٠ کار بازیگری را رها کرد.
او در سن ٢٢ سالگی یعنی در سال ۱۹۵۰ فعالیت‌های سینمایی را کنار گذاشت و از آن پس بیشتر به کارهای خیریه پرداخت.

## زندگی سیاسی
تمپل به حضور در تلویزیون ادامه داد، اما در این کار موفق نبود و در نهایت از مرکز توجه خارج شد. او پس از حدود دو دهه غیبت سعی کرد با ورود به دنیای سیاست، بار دیگر بخت خود را امتحان کند.
او سال ١٩۶٧ وارد رقابت‌های انتخاباتی کنگره آمریکا شد، اما رأی نیاورد.
ریچارد نیکسون، رئیس جمهور آمریکا بعداً او را به عنوان یکی از اعضای هیئت نمایندگی آمریکا در مجمع عمومی سازمان ملل متحد منصوب کرد. جرالد فورد دیگر رئیس جمهور آمریکا در ١٩٧۴ تمپل را به عنوان سفیر آمریکا در غنا انتخاب کرد.
تمپل در ١٩٨٩ کمی پیش از سقوط رژیم کمونیستی چکسلواکی سفیر آمریکا در این کشور شد.
شرلی تمپل در سال ١٩٩٩ از سوی انستیتو فیلم آمریکا در رده ١٨ بزرگترین ستاره زن تاریخ سینما قرار گرفت.

## درگذشت
شرلی تمپل روز شامگاه دوشنبه ١٠ فوریه ٢٠١۴ در خانه خود در وودساید در کالیفرنیا به دلایل طبیعی درگذشت. او هنگام مرگ ٨۵ ساله بود.
ستاره‌های هالیوود از جمله ووپی گلدبرگ پس از اعلام خبر مرگ شرلی تمپل در شبکه‌های اجتماعی مانند توئیتر به او ادای احترام کردند.
لئونارد مالتین منتقد معروف نوشت: «یکی از بااستعدادترین و درخشان‌ترین ستاره‌های دنیا در آسمان هنر بود. او یک پدیده واقعی بود.» 

## فیلم‌شناسی
- کارولینا (۱۹۳۴)
- خانم مارکر کوچک (۱۹۳۴)
- برخیز و هورا بکش (۱۹۳۴)
- چشمان درخشان (۱۹۳۴)
- کلنل کوچک (۱۹۳۵)
- حالا و همیشه (۱۹۳۵)

- کوچکترین یاغی (۱۹۳۵)
- کاپیتان ژانویه (۱۹۳۶)
- دختر کوچولوی پولدار بدبخت (۱۹۳۶)
- هایدی (۱۹۳۷)
- وی ویلی وینکی (۱۹۳۷)
- خانم کوچولوی برودوی (۱۹۳۸)
- ربکا از مزرعه سانی بروک (۱۹۳۸)
- پرنسس کوچک (۱۹۳۹)
- پرنده آبی (۱۹۴۰)
- کاتلین (۱۹۴۱)
- از وقتی تو رفتی (۱۹۴۴)
- خانم آنی رونی (۱۹۴۲)
- ماه عسل (۱۹۴۷)
- مجرد و پربچه (۱۹۴۷)
- دژ آپاچی (۱۹۴۸)

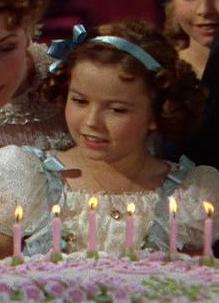
شرلی تمپل در پرنسس کوچک (۱۹۳۹)

- آقای بل ودیر به کالج می‌رود (۱۹۴۸)
- حادثه در بالتیمور (۱۹۴۹)
- یک بوسه برای کورلیس (۱۹۴۹)[۲]

## نگارخانه

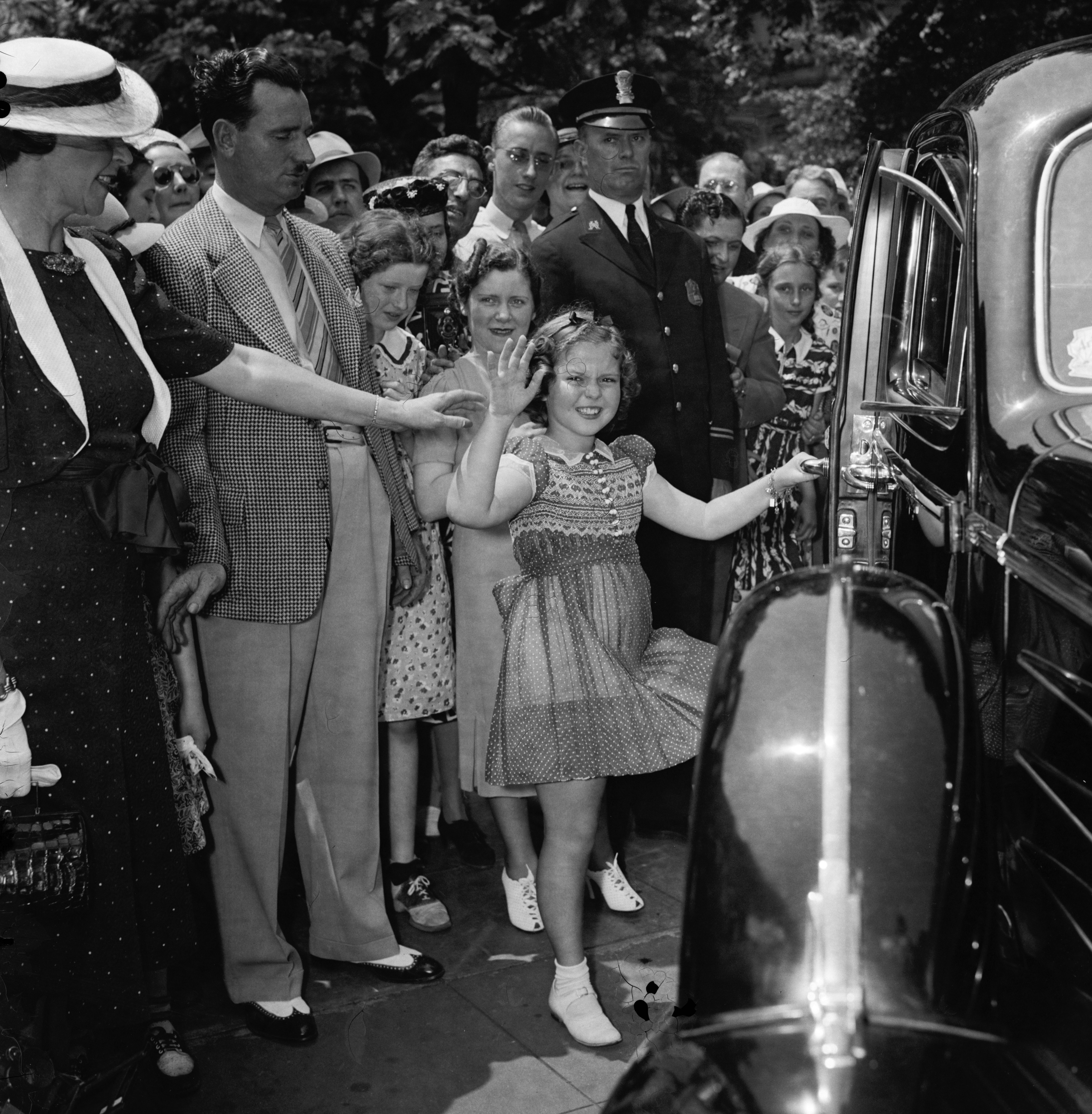